# M1911手槍
M1911（.45口徑手槍）是一種在1911年起生產的.45 ACP口徑半自動手槍，由约翰·勃朗宁設計，推出後立即成為美軍的制式手槍並一直維持達75年（1911年－1986年，美國海軍陸戰隊至今仍有使用其衍生型）。M1911曾經是美軍在戰場上常見的武器，經歷了一戰、二戰、韓戰、越戰以及波斯灣戰爭。
1940年美國軍方對M1911正式命名為，而對1924年推出的改進型M1911A1則命名為，越戰時期的M1911A1又更名為，在整個服役時期美國共生產了約270萬把M1911及M1911A1（不包括盟國授權生產），是歷年來累積產量最多的手槍。M1911系列亦是勃朗宁以槍管短行程後座作用原理來設計的著名產品，其各種特點也影響着其他在20世紀推出的手槍。

## 歷史

### 早期歷史與參與評選
M1911於1890年末期起開發，當時的美軍在裝備了M1892/96/98 Krag及M1895李氏海軍步槍後，希望以自動裝填手槍（半自動手槍）來取代多種仍然服役且種類繁多的左輪手槍。在1899年尾至1900年初，美軍舉行了自動裝填手槍評選，參加的廠商有毛瑟（毛瑟C96 Broomhandle）、曼利夏（斯泰爾-曼利夏M1894）及柯爾特（柯爾特M1900）。
德意志帝國的德意志武器彈藥製造公司購買了1,000把發射7.65×21毫米帕拉貝倫瓶頸式子彈的魯格P08半自動手槍作實戰測試以研究其停止作用，其他國家的政府亦有作相關測試，結果把7.65毫米魯格彈改進成直壁式無邊緣彈殼的9毫米帕拉貝倫彈（即現在的9×19毫米北約手槍子彈），其中50把在1903年被美國陸軍測試。
在美菲戰爭中美軍制式的.38長柯爾特口徑左輪手槍在叢林戰場中表現不可靠、制止力低，無法有效對抗服用麻醉用途毒品的摩洛游擊隊。美國陸軍短暫地重新採用19世紀發射.45柯爾特槍彈的M1873單動式轉輪手槍作戰並發現較低速及較重的彈藥對健壯的摩洛族人更為有效，而陸軍在1902年把更多的M1873運至菲律賓戰場，當時的美國陸軍軍械兵團主管威廉·歇爾將軍亦決定測試新的半自動手槍以取代左輪手槍作為制式輔助武器。
在1904年的湯普森-拉格特手槍子彈威力測試（Thompson-LaGarde Tests）後，約翰·湯普森上校認為新的制式手槍口徑「不可小於.45英寸」及最好採用半自動運作。在1906年共有6間生產商參與了制式手槍評選，包括柯爾特、伯格曼（Bergmann）、DWM、薩維奇輕武器（Savage Arms）、克魯比（Knoble）、Webley & Scott及懷特-美林（White-Merril）。在他們各自提交6個手槍設計後，只有薩維奇輕武器、DWM及柯爾特所發射.45 ACP（Automatic Colt Pistol，柯爾特自動手槍子彈）的樣槍能繼續參與評選，但仍然被認為需要進行改進設計，同時DWM亦退出了評選，理由可能是DWM認為評選不公平，他們的手槍只是其餘兩家公司手槍代罪羔羊。薩維奇輕武器及柯爾特的樣槍在1907－1911年間進行多次測試，每次測試後兩者亦不斷進行改進，至1910年尾，柯爾特的樣槍在6,000發射擊試驗後沒有出現任何問題，而薩維奇輕武器的樣槍就出現了37次故障。

### 服役歷史

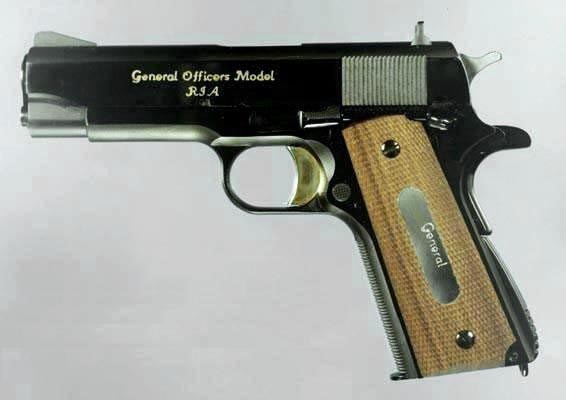
1970年代美國陸軍用於裝備軍官的M15 .45 ACP半自動手槍。

在通過所有試驗後，柯爾特的參選手槍在1911年3月29日正式成為了陸軍的制式手槍，定名為M1911（Model of 1911），並且在1913年也成為了美國海軍及美國海軍陸戰隊的制式手槍。

#### 一戰
在一戰開始前，柯爾特已經進行大量生產以達到美軍的要求，國營的春田兵工廠亦有參與生產。
一戰的經驗令軍方提出要求對M1911進行一些外部改進，改進時間自1920年中開始。包括扳機稍微後移、加大扳机护圈、加闊準星、握把近扳機護弓的位置加上凹槽、加長握把式保險上方的突出部以避免射手虎口被擊鎚錘傷、加厚握把尾部（後來版本又再被簡化了）、加長擊鎚以利於操作及簡化了握把上的紋路等。這些改進在1924年完成，1926年定案，新版本定名為M1911A1，由於沒有進行內部修改，因此內部零件仍可與M1911互換。

#### 二戰
相比起一戰，美軍在二戰時對M1911A1的需求量更大，當時的美國政府共購買了約190萬把以裝備所有美軍部隊，並增加了承包商來提高生產力，包括雷明登蘭德（約900,000把）、柯爾特（約400,000把）、伊薩卡（Ithaca Gun Company，約400,000把）、聯合號誌公司（Union Switch & Signal，約50,000把）、勝家（Singer Corporation，約500把），春田兵工廠及岩島兵工廠亦有進行大規模生產。1945年二戰結束後，美國政府停止訂購新的M1911A1，只是不斷地翻新原有的手槍，而M1911A1亦成為部份美國軍人最喜愛的手槍。

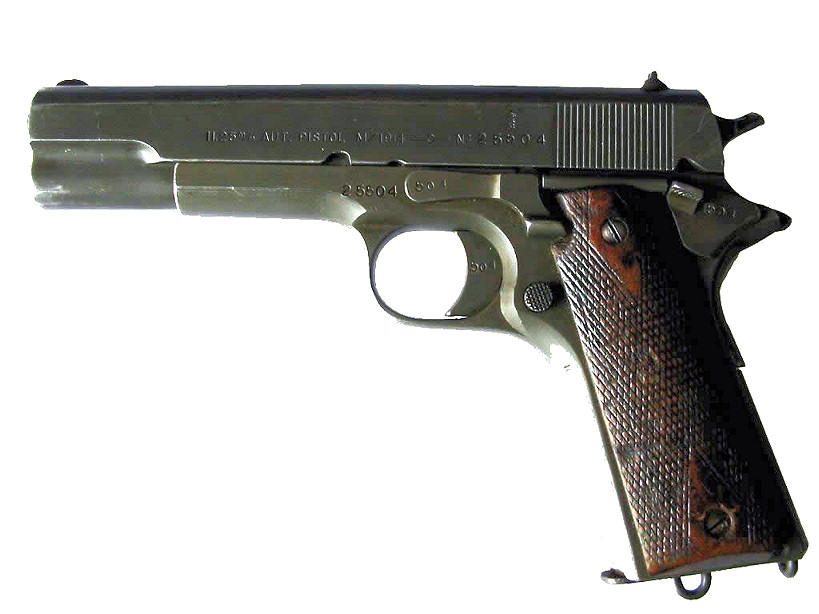
挪威生產的M1911，11.25 m/m AUT. PISTOL M/1914, Kongsberg Colten。

挪威在二戰前亦有由康斯貝格集團（Kongsberg Gruppen）合法授權生產M1911，名為（又名康斯貝格柯爾特，Kongsberg Colt），口徑相同，在德意志國防軍佔領挪威後在德軍控制下繼續生產，德軍則對其取名為。現在這批挪威的M1911成為收藏家的高價收藏品，另外阿根廷在1922年起生產的巴萊斯特-莫利納亦是仿制自M1911A1。

#### 退役
二戰過後，M1911系列仍然是美軍部隊在韓戰和越戰中的制式手槍，在1990年正式退役後仍然是少數美國陸軍部隊在波斯灣戰爭的武器之一。時至今日，美國特種作戰部隊在伊拉克自由行動和持久自由軍事行動中仍有採用M1911系列，部份為個別隊員攜帶的私人物品。
在1970年代後期，M1911A1被認為是過時產品，在北約將手槍子彈制式化的壓力下，美國空軍首先開始了聯合戰鬥手槍計劃挑選9×19毫米口徑的半自動手槍作爲M1911A1的替代品，代號XM9，在1985年1日14日決定採用意大利設計的貝瑞塔92F，但陸軍在1980年代又再對XM9重新試驗，不久又分拆出XM10試驗，結果後來貝瑞塔把92F改進成92FS，並在1990年正式取代M1911A1成為新的制式手槍，定名為M9手槍。
1990年代早期，大部份的M1911A1皆被M9手槍取代，但部份特種作戰部隊繼續以M1911A1及改進型作配槍，美國海軍陸戰隊仍然為遠征軍配發陸戰隊自行改裝而成的MEU（SOC）手槍，2012年開始逐漸改用同樣以M1911衍生而來的M45A1近身作戰手槍。另一方面，美國特種作戰司令部提出進攻手槍武器系統（Offensive Handgun Weapon System，OHWS）計劃，要求一種發射.45 ACP的特別用途手槍，柯爾特以M1911A1為基礎，加入大幅改良的柯爾特雙鷹型手槍的內部機構衍生出柯爾特OHWS，而另一個參選廠商黑克勒-科赫則以HK USP修改大型化後來參加競標，最終柯爾特OHWS落選，而HK的槍枝則被賦予制式編號Mk 23 Mod 0，HK雖然在競標中勝出，但HK Mk 23 Mod 0作為手槍實在過於龐大而不受好評，始終沒有成為特種作戰部隊的常用武器。
在2004年後期，菲律賓兵器公司（Arms Corporation of the Philippines，又稱Armscor）推出了M1911A1的改進型－M1911A2。A2同樣可以發射.45 ACP及.40口徑子彈，擁有15發容量標準彈匣，現時沒有軍隊使用，但民間可合法擁有。菲律賓兵器公司的M1911A2並不視為正式的1911系列手槍，主要因為一般的1911系列都是用單排式彈匣的，而STI INTERNATIONAL公司早就有推出了使用了雙排式彈匣達到多發數的產品。

### 現有用戶

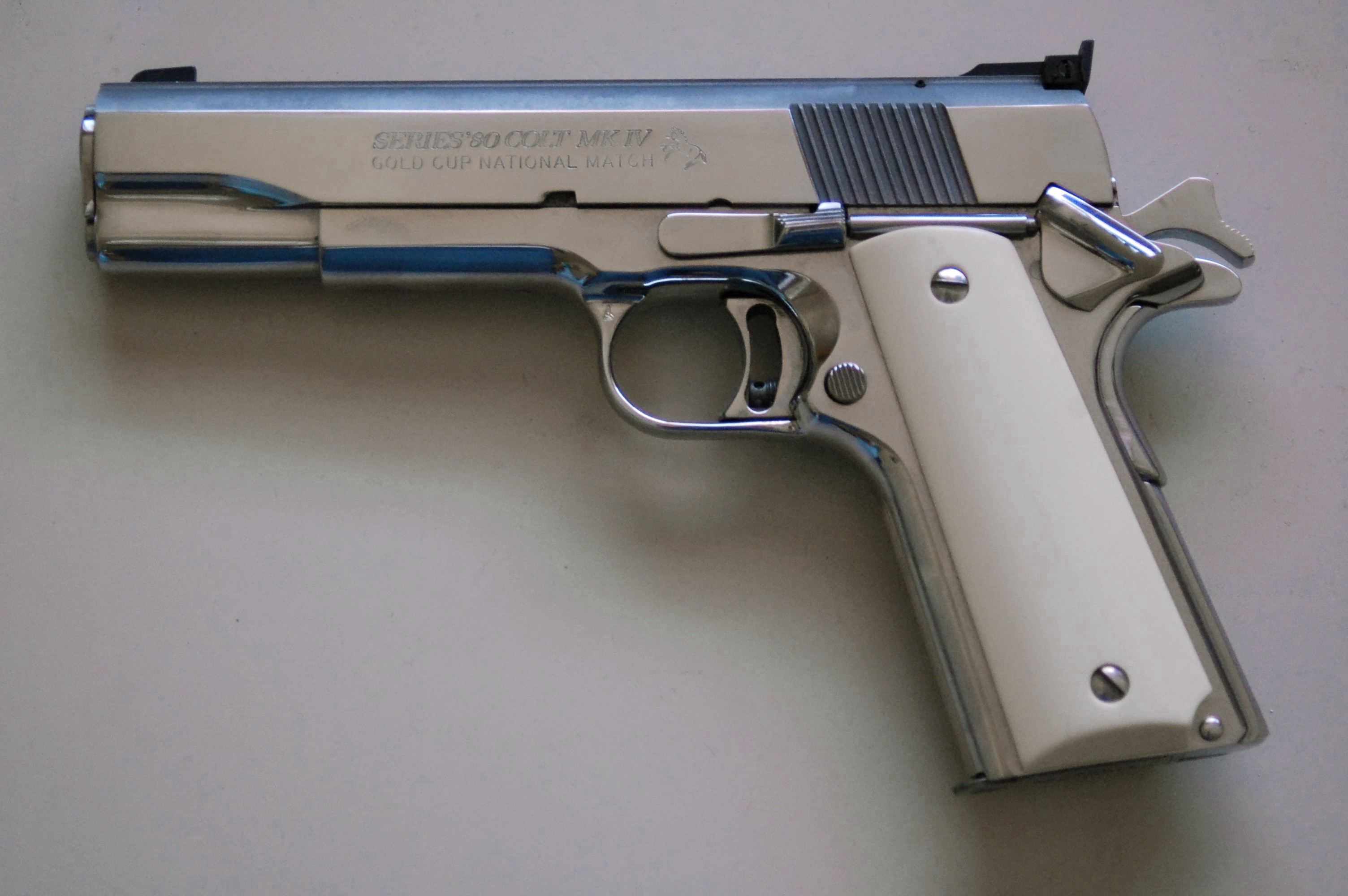
柯爾特的金杯國家比賽版本的M1911，手槍表面進行了鍍镍處理

除了美國軍隊外，M1911因具備高度制止力及良好的人體工學設計，同時又具備豐富的美國情懷而令其成為美國國內部份執法部門、聯邦調查局人質拯救隊（現已逐漸全面改用格洛克手槍）和多個警察戰術單位的常用武器之一，塔科馬警局亦有裝備金柏公司（Kimber）推出的Pro Carry II或Pro Carry II HD給警員作選擇性配槍。

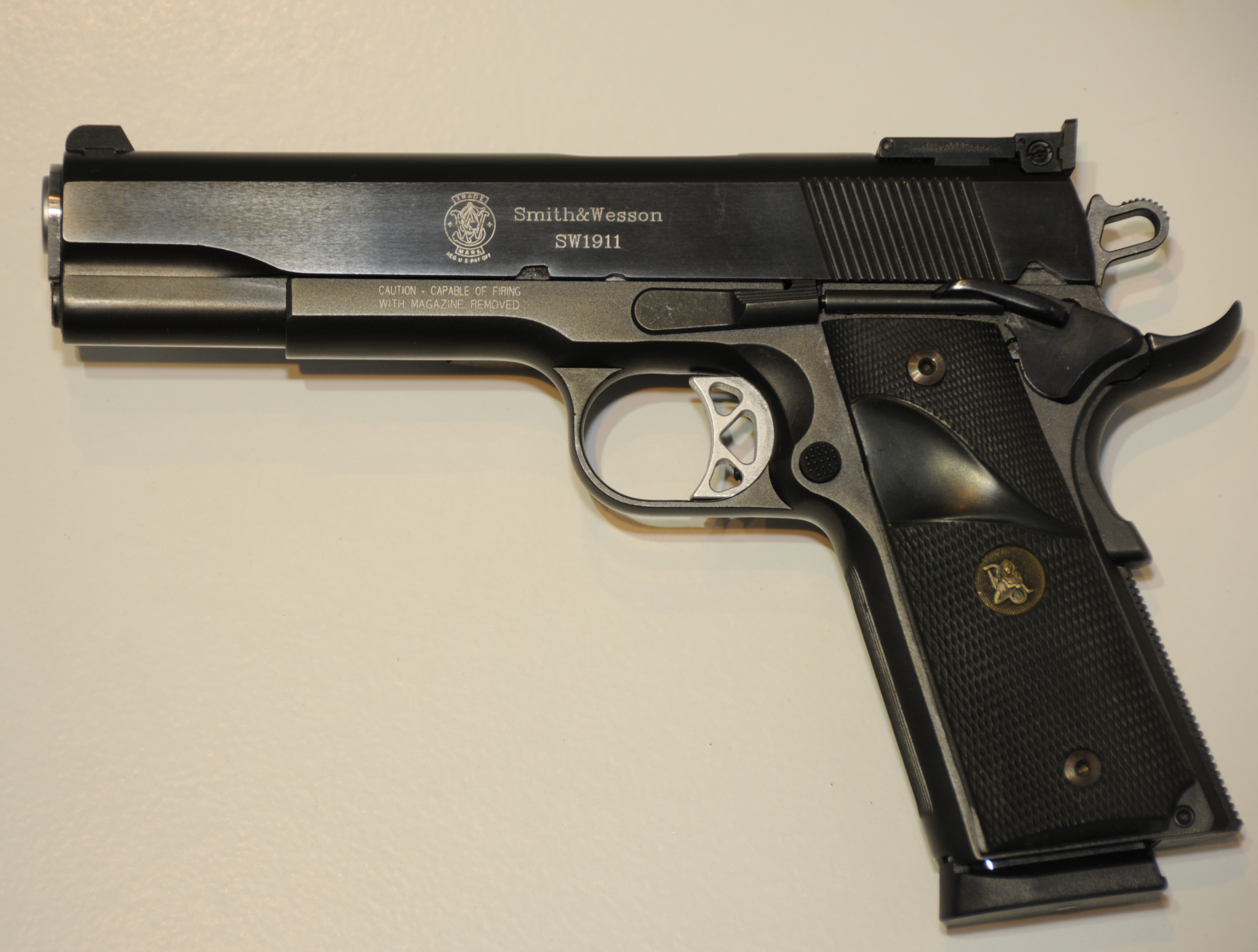
史密斯威森（Smith & Wesson）的SW1911

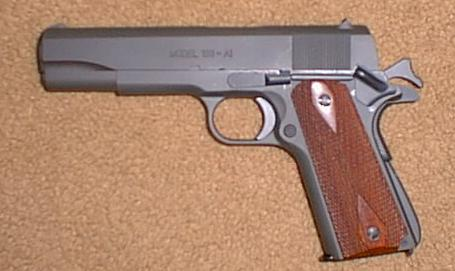
春田兵工廠的二戰重制版本M1911A1，手槍表面進行了磷化處理

M1911的可靠性和美國人對.45口徑的钟爱使得M1911系列在民用市場同樣深受喜愛。无论是打靶訓練、比賽、個人自衛还是IPSC都能經常見到M1911系列（包括改進型或仿制版本）的蹤影。民間擁有者喜歡用訂制零件對手槍進行改裝，在美國也有多家廠商生產不同版本的M1911，如戰術型、比賽型和緊湊型等，價格在$250美元至$4,000美元不等。值得一提的是人質拯救隊及聯邦調查局特種武器和戰術部隊所使用的春田兵工廠特製M1911A1（又稱The Professional Model）的民用型價格在$2,595美元—$2,700美元不等。

#### MEU（SOC）半自動手槍
MEU（SOC）手槍是為美國海軍陸戰隊的陸戰隊遠征隊（Marine Expeditionary Unit，MEU）中精英部隊而開發，以軍方的M1911A1經過人手挑選，在更換槍管、扳機、套筒、握把式保險、照門、準星，另配彈匣，采用双侧保险及擴大彈匣供彈口等后，手工進行更換改裝。
1980年後期，美國海軍陸戰隊提出把M1911A1進行改良以適合21世紀戰場，隨後他們對洛杉磯警察局（LAPD）所特別訂制的金柏（Kimber）M1911十分滿意，並向金柏訂制了以TLE/RL II系列作改良的版本，金柏亦在短時間內生產了小量特制的M1911A1交貨，這種版本命名為ICQB（Interim Close Quarters Battle pistol）手槍，主要改用簡化了的復進零件及5吋比賽級不鏽鋼槍管等。
後來海軍陸戰隊特種作戰司令部第1特遣隊（MCSOCOM Det-1）的金柏ICQB手槍又加裝了Dawson的整體式導軌、SureFire整體式軍用手槍戰術燈（IMPL）、Novak LoMount氚光機械瞄具、Gemtech TRL戰術槍索、Safariland 6004手槍套及配Wilson 47D 8發彈匣。
最新型MEU（SOC）手槍為柯爾特研製的滑軌手槍，被命名為M45A1近身距離作戰手槍（英語：Close Quarter Battle Pistol，簡稱：CQBP）。M45A1採用了串聯式復進簧組件，MIL-STD-1913戰術導軌和Cerakote棕黃色氮化表面轉換處理。

### 其他用戶
M1911A1至今仍是部份國家的制式裝備。
部份國家目前仍有採用M1911A1的合法授權生產型或仿製品作軍隊和執法部門的配槍；例如希臘陸軍的M1911A1源自美國在1946年以對抗蘇聯等共產主義國家為由援助的武器，美國在越戰時期亦有向泰國援助M1911A1。
M1911A1曾裝備了以下部隊：
- 二戰時期的加拿大軍隊、蘇聯紅軍（透過租借法案取得）、中華民國國民革命軍（透過租借法案取得）、德意志國防軍（在佔領挪威後繼續生產挪威版本的M1911並裝備德軍，部份則繳獲自盟軍）
- 越戰時期的越南共和國軍（南越軍）及越南人民軍（北越軍）（前者由美國援助，後者則繳獲自美軍及南越軍）
- 日本警察預備隊及自衛隊（二戰後由美國供應，直至在1980年代被美蓓亞P9手槍取代後退役）
- 盧森堡第1砲兵營

這些M1911A1現在經已退役及撤裝，並逐漸被格洛克17、SIG P220系列及HK USP等更輕及發射9×19公釐帕拉貝倫彈的半自動手槍所取代。

## 設計

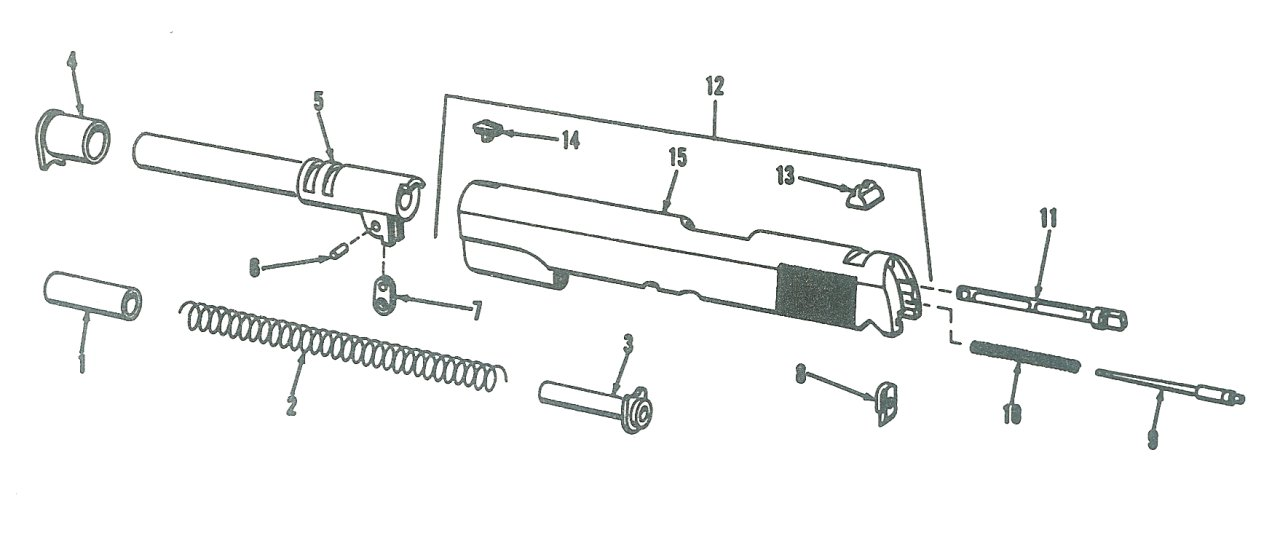
1.復進簧頂頭
2.復進簧
3.復進簧導杆
4.槍管套
5.槍管
6.絞鏈鈾
7.絞鏈
8. 擊針定位片
9. 擊針
10.回針簧
11.退殼鉤
12. 套筒

以20世紀初期當時的科技條件，設計.45半自動手槍並非易事，但約翰·白朗寧卻設計了一款經的起歲月考驗的.45半自動手槍，在它漫長的生產歲月中，未見有人能對其原始設計作出重大的改進。M1911的基本操作原理是利用後座力。子彈內的發射藥的燃燒氣體將彈頭推出槍管，此時鎖在一起的槍管與套筒受後座力開始向後滑。彈頭射出後，槍管與套筒繼續一起向後滑一小段距離。然後槍管尾端以絞鏈為軸向下擺動。
此時套筒內的閉鎖凹槽與槍管尾端凸筋分離，不再鎖在一起，套筒繼續後退，抓子爪抓住彈殼退出膛室，退子鉤彈出彈殼，套筒後退到底。此時復進簧把套筒反彈向前。套筒帶動彈匣內下一顆子彈上膛，繼續向前，套筒內的閉鎖凹槽與槍管尾端凸筋對準，槍管尾端以絞鏈為軸向上擺動，槍管與套筒再度鎖在一起。套筒與槍管繼續向前滑一小段距離，槍管回復水平線。

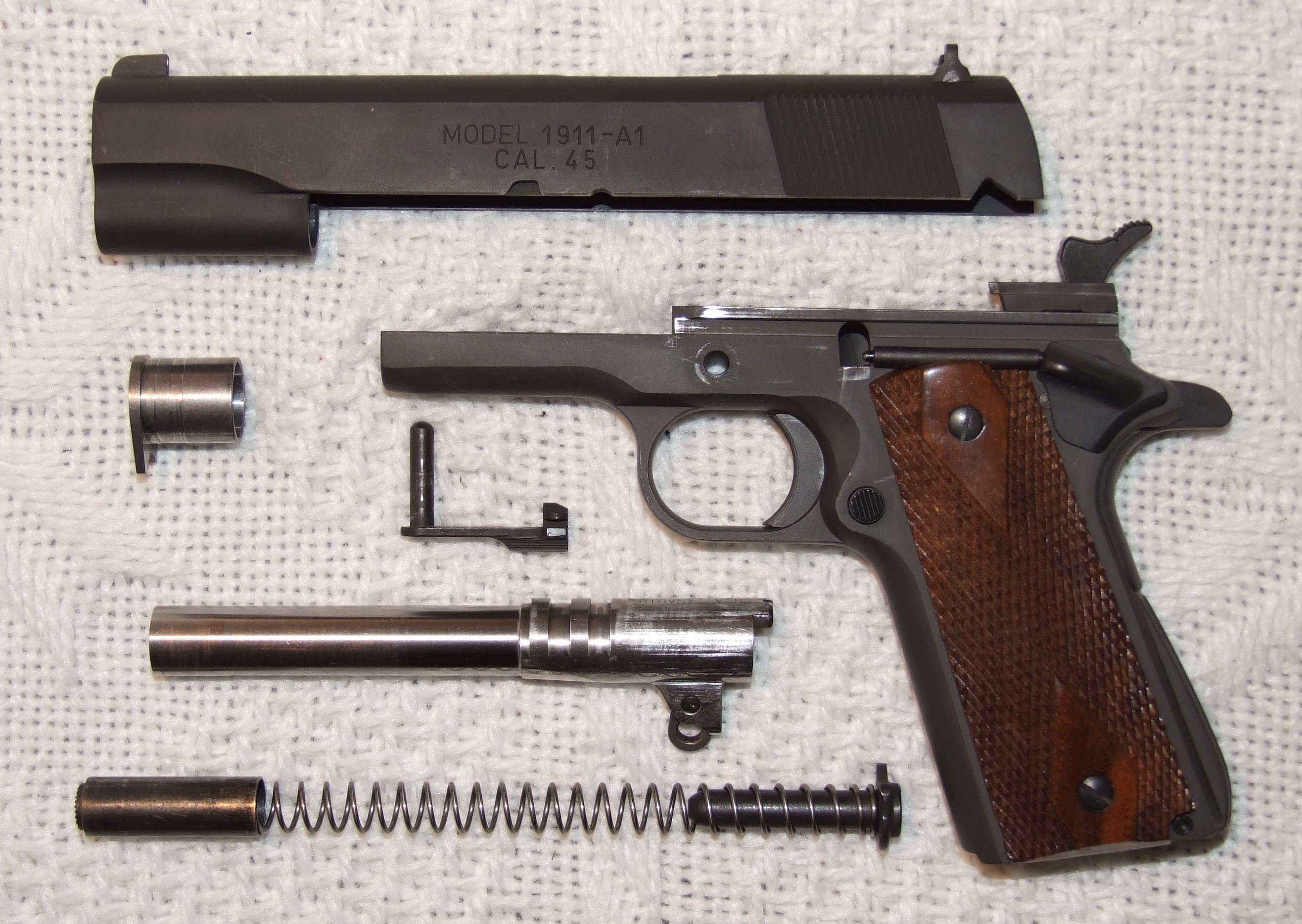
軍用型M1911A1的分解圖片，可見槍管尾端的絞鏈及凸筋。

M1911系列具有雙重保險設計，握把式保險需要以掌心保持按壓才可發射，鬆開保險制時扳機與擊鎚間的傳動凸齒因無法連接從而阻止意外擊發。另一個是為位於手槍槍身左面手動保險，在保險狀態下會鎖緊擊錘及阻鐵，套筒亦無法復進，另外亦有些廠商生產的M1911A1採用擊針保險。
雖然市面上有多種如格洛克21、SIG P220、HK USP等更輕的.45 ACP手槍，但M1911系列並沒有被取代的跡象，在警隊和民間用途中仍然相當常見，尤其是IDPA和IPSC等的專業比賽。

## 衍生型
除了.45 ACP外，M1911系列亦有多種不同口徑的衍生型、仿制型和改裝型號，較主要的是.38 Super、9×19毫米、.40 S&W、.400 Corbon，.45 ACP是早期柯爾特以.38 ACP改良而成，這種彈藥在1890年代後期至1900年代中的政府武器評選勝出，而M1911在成為制式手槍時亦取代了美軍武器中大量左輪手槍及半自動手槍。
一些由小公司和槍匠個人研發的特制改良型，如精選高質素的槍管再作個人校正和改造了瞄準器與握把的射擊競賽專用槍，特種部隊訂制過改造成可連發衝鋒手槍並配以特大彈匣和簡易槍托，早年情報機關特別改良的了使用專用消聲器的特制手槍，乃至安裝了瞄準鏡和槍托的臨時的狙擊型卡賓槍，甚至有改造成可以發射專用箭鏢的特型手槍Bigot，在外國的讀物和媒體上可見，但都並非量產的衍生槍型。
量產的衍生型多出於柯爾特原廠的，主要是指政府型（戰後生產的民用版本）、指揮官（緊湊和輕量化型）、雙動型（雙鷹型）、雙排大容彈匣（加拿大制的P14）、可以發射較大威力彈藥的馬格南型等，柯爾特原廠專門生產的射擊競賽槍稱金杯型，詳見下文的生產商。

## 生產商
在美國，差不多所有有能力生產手槍的生產商都有推出原裝M1911A1或自行改良的版本，如二戰時期的春田兵工廠、雷明登蘭德、伊薩卡、聯盟開關及信號、勝家、岩島兵工廠、柯爾特等，其他包括國內外較近代的有SIG、STI、帕拉軍工廠、斯特雷-耶格特（亦生產各種M1911零件）、丹威森（Dan Wesson）、春田兵工廠公司（並非春田兵工廠）、AMT、台灣聯勤205兵工廠（仿製型）、阿姆斯科（Armscor）、金柏公司、BUL、北方工業、威爾遜戰鬥產品公司（Wilson Combat）、史密斯威森、LAR、夜鷹定制公司（Nighthawk Custom）、IMBEL、Vickers Tactical、Les Baer、等。
- 衍生型
  - Coonan Classic .357 Magnum Automatic（M1911）[31]
  - 固體概念1911 DMLS—由固體概念公司（英语：Solid Concepts）以3D打印而成的M1911。
  - 康斯貝格柯爾特手槍（Kongsberg Colt）—挪威合法授權生產的M1911。
  - STAR Model P手槍—西班牙仿製的M1911A1[32][33]
  - Ballester-Molina手槍—阿根廷仿製的M1911
  - T51、T51K1—中華民國（台灣）仿製的M1911A1，至今仍在一些部隊中使用。
  - 86式手槍—泰國合法授權生產的M1911。
  - NP29手槍／北方工業1911A1—中華人民共和國中國北方工業公司仿制的M1911A1，主要用作出口至北美市場。
  - 奧布雷貢—墨西哥仿制的M1911，為M1911A1合法授權生產及仿製品的佼佼者[34]。
  - 阿森納槍械2011A1—意大利阿森納槍械推出的1911樣式雙管手槍。

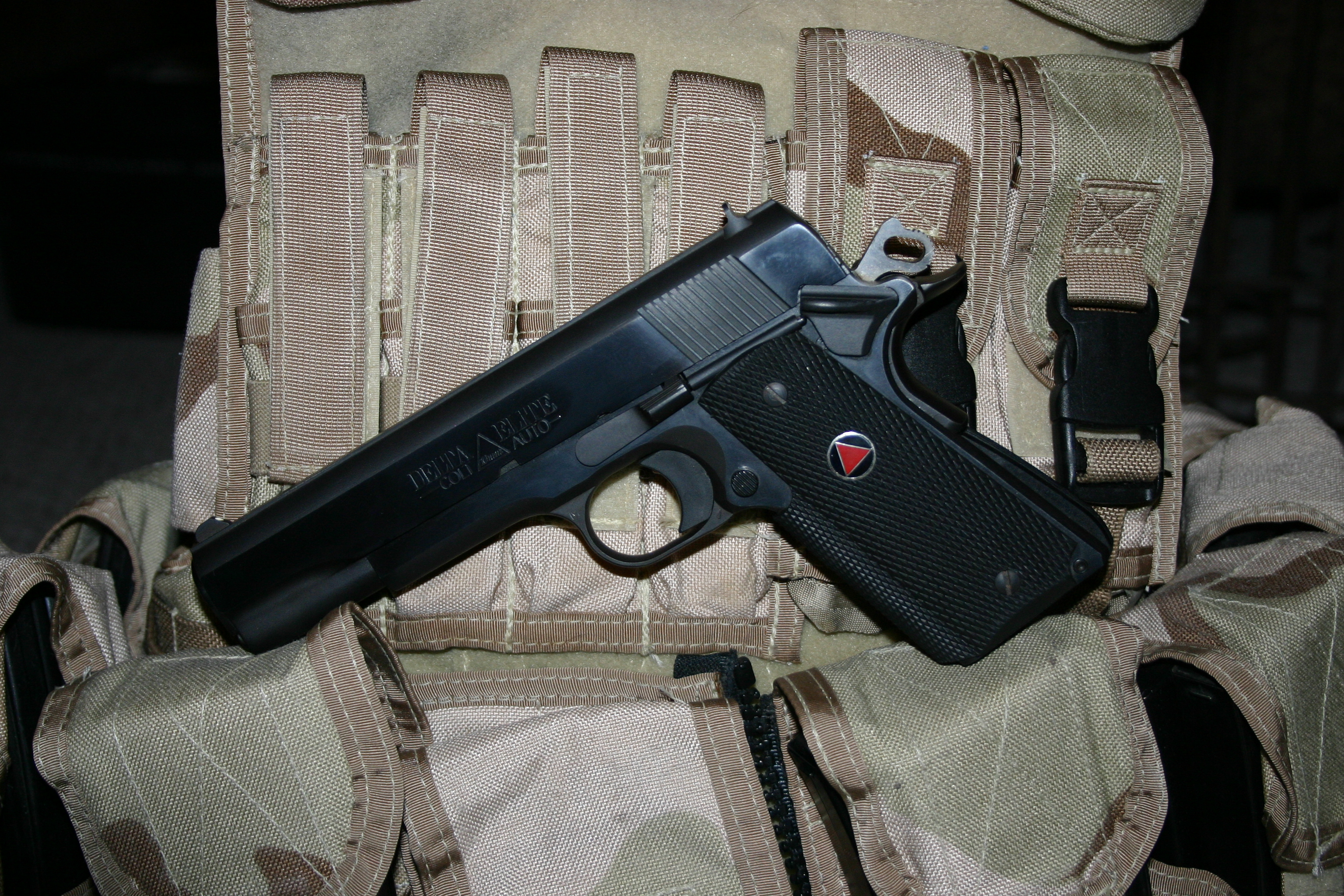
柯爾特三角精英
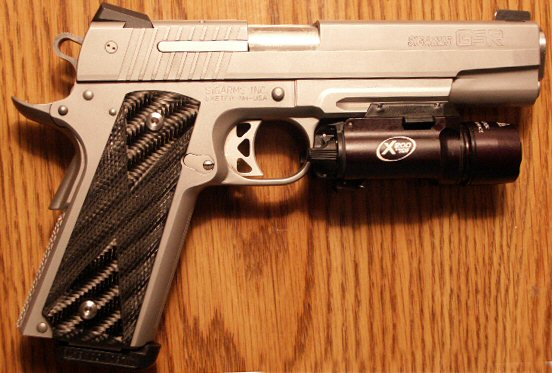
SIG GSR
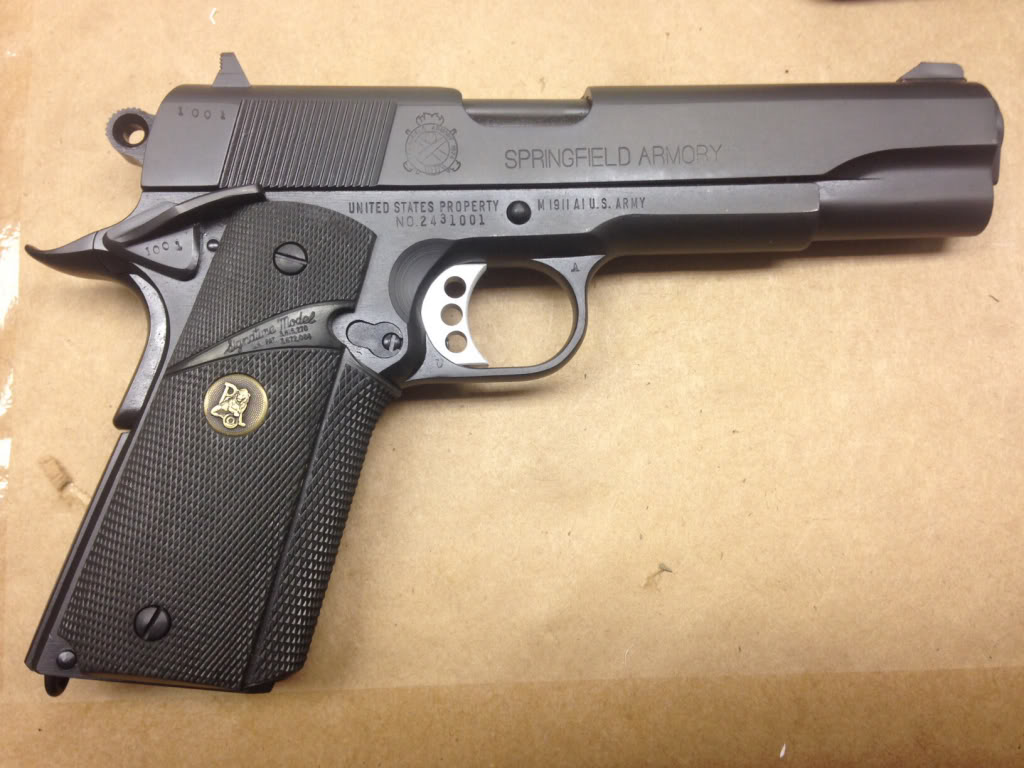
MEU(SOC)半自動手槍
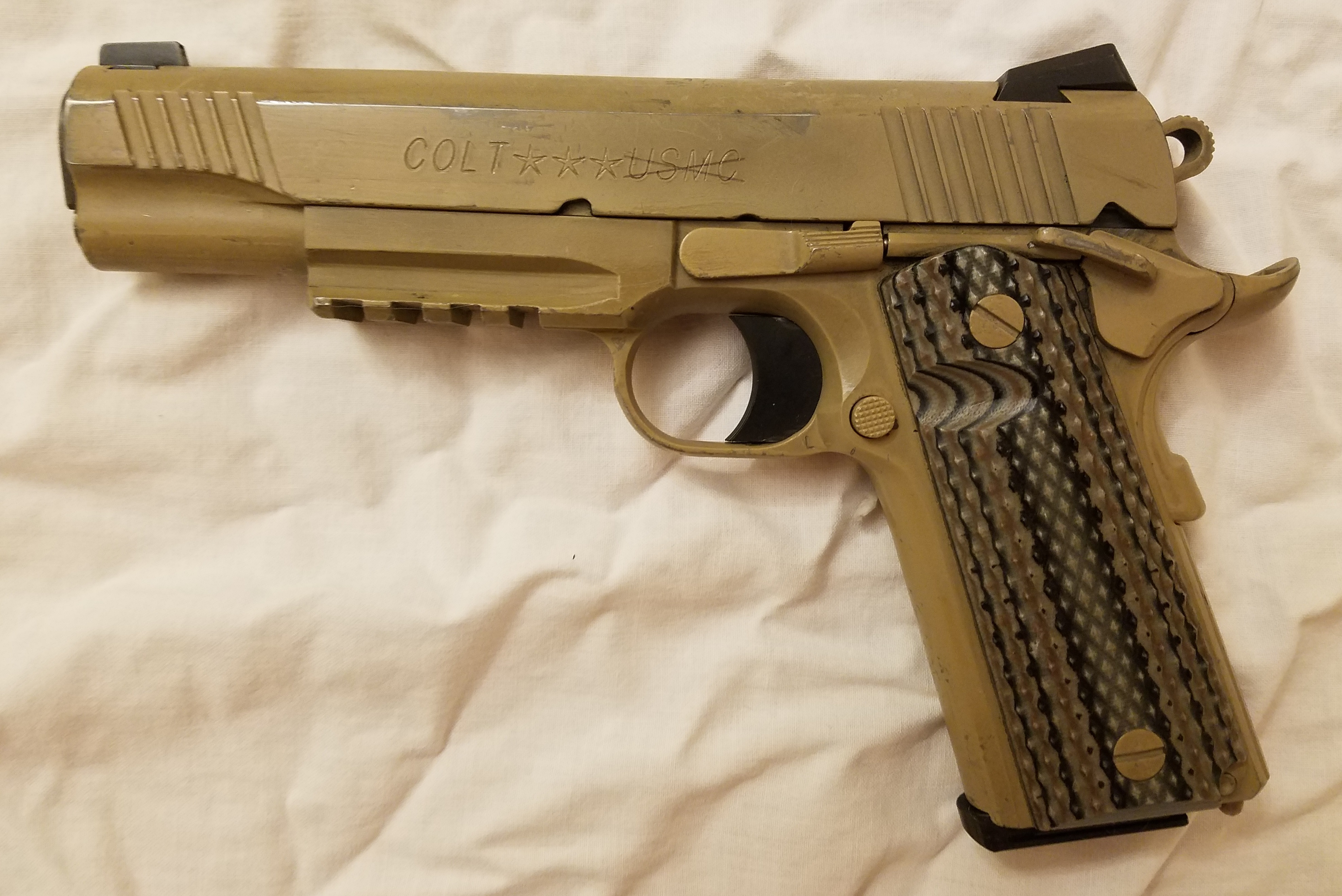
柯爾特滑軌半自動手槍
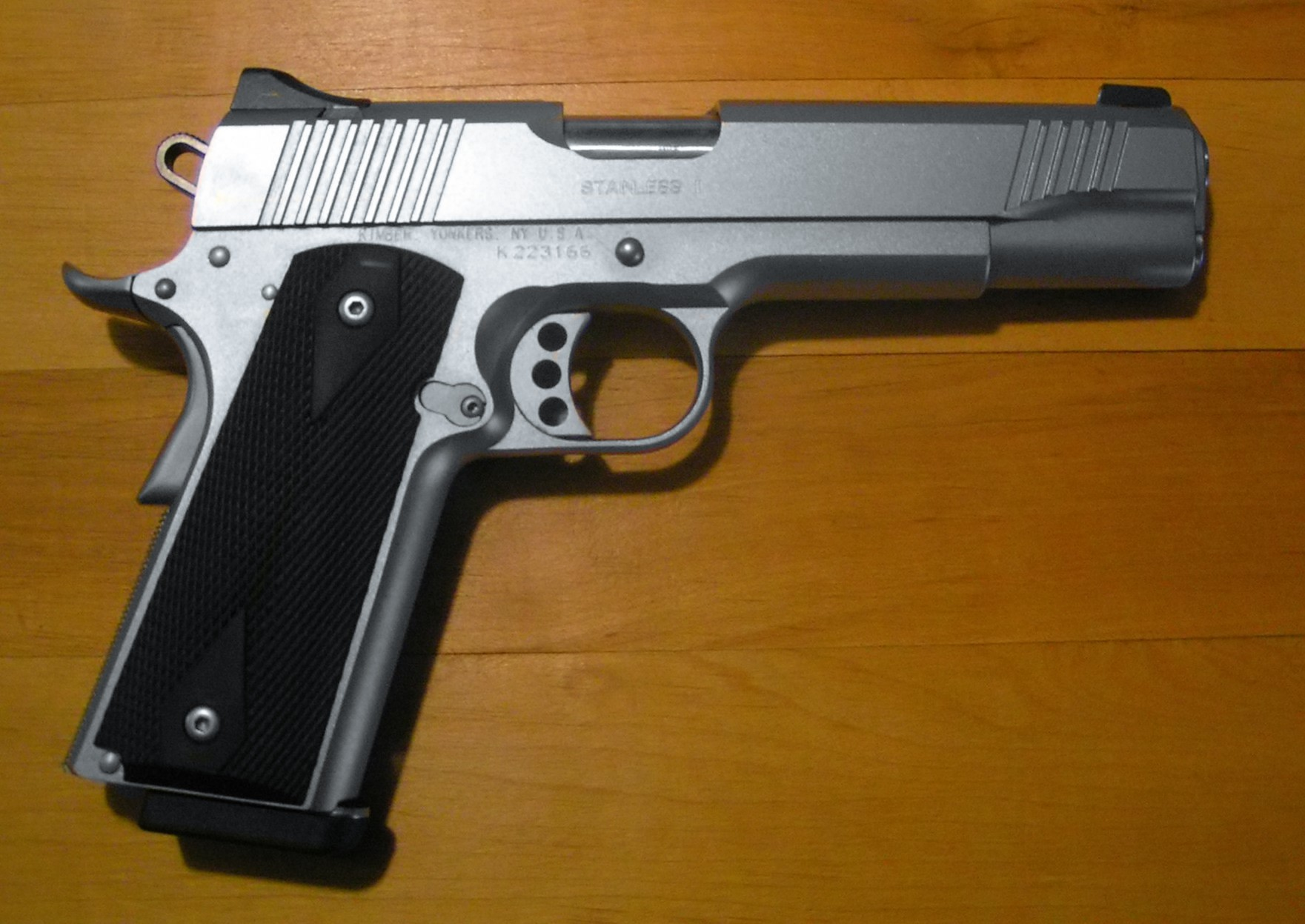
金柏特裝型半自動手槍
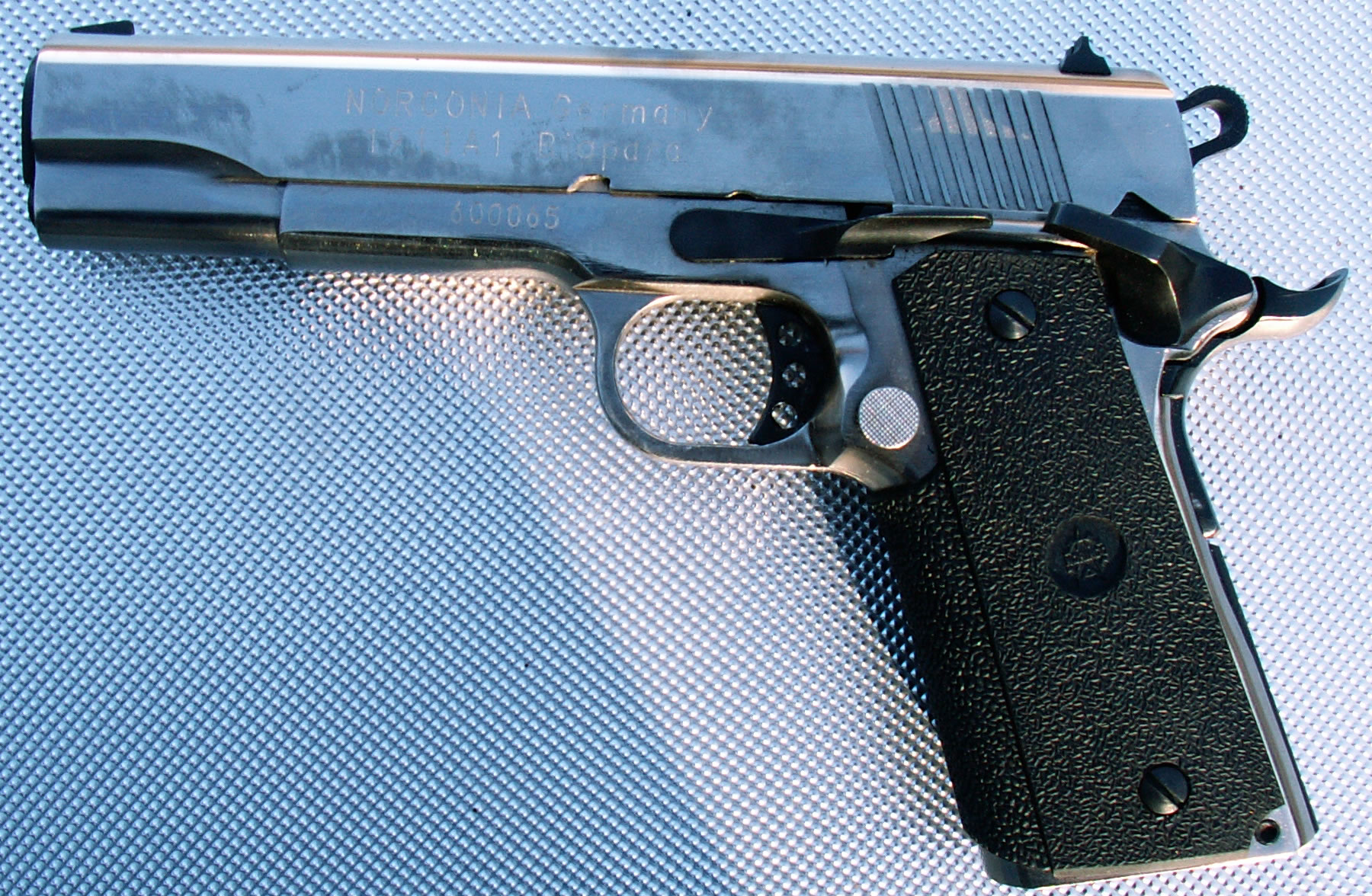
北方工業的仿制型
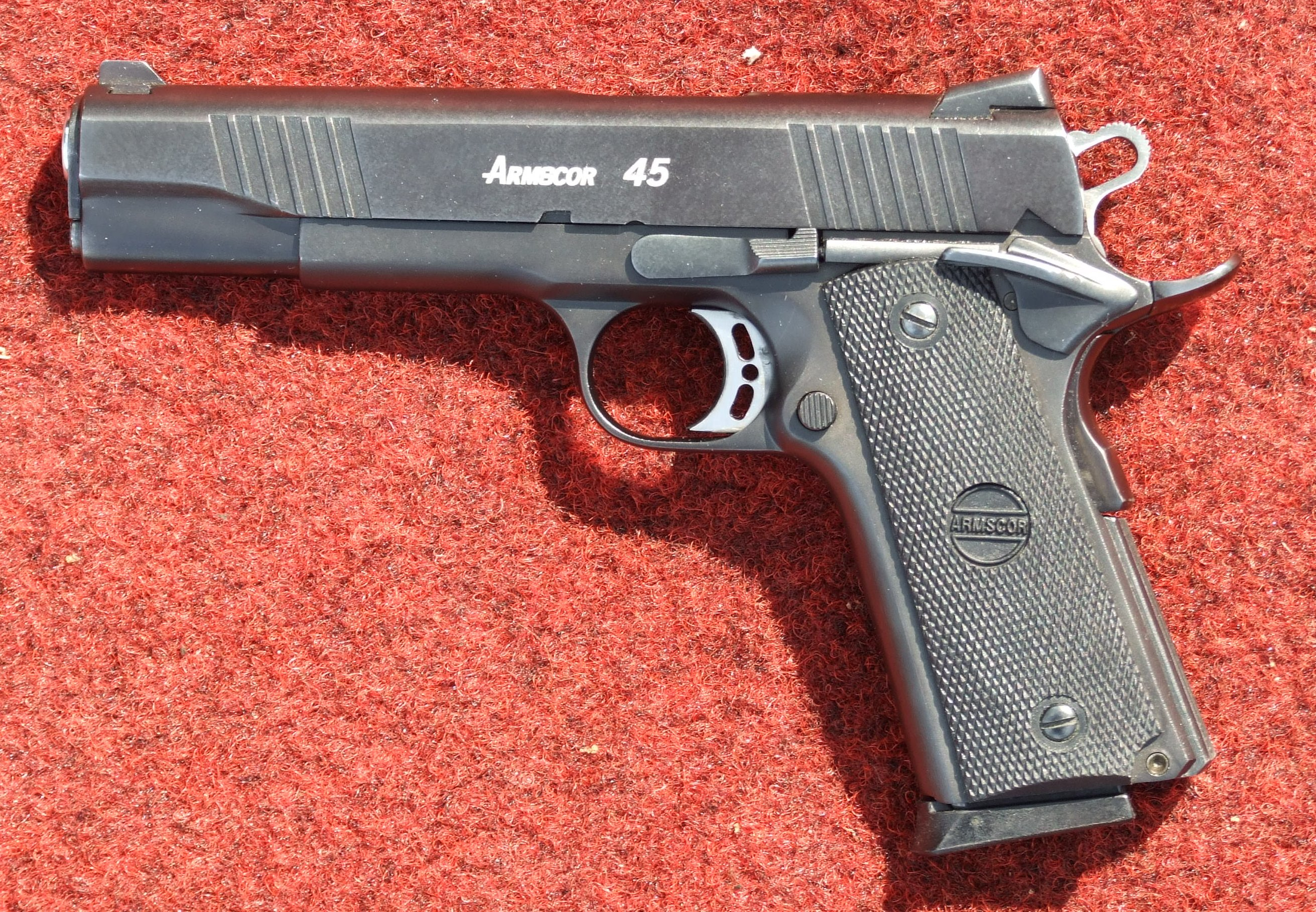
阿姆斯科（Armscor）的仿制型
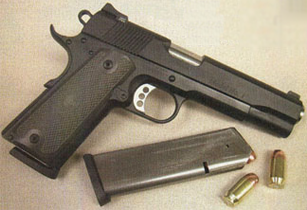
槍械藝術工業Model No. 1
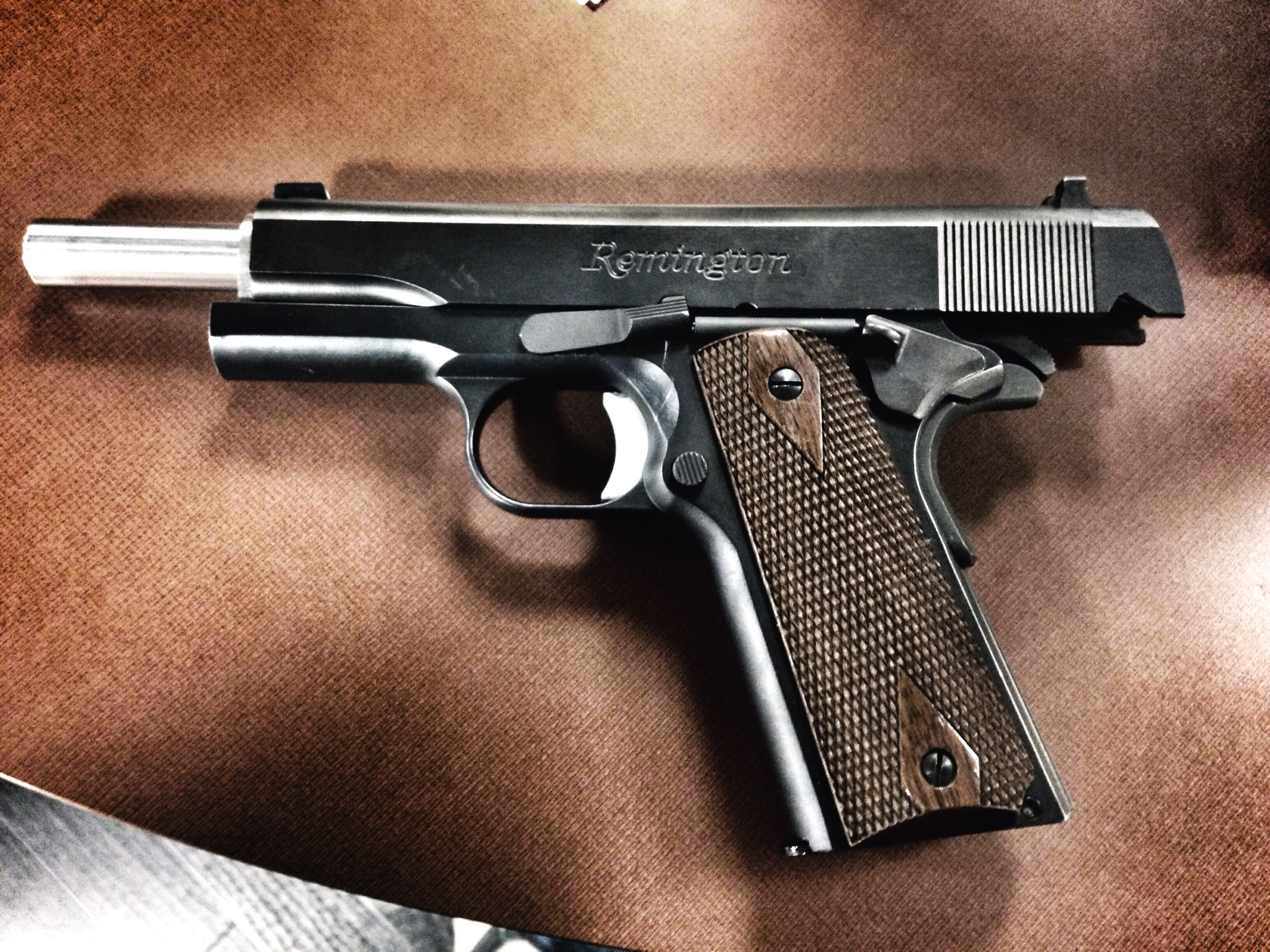
雷明登1911 R1
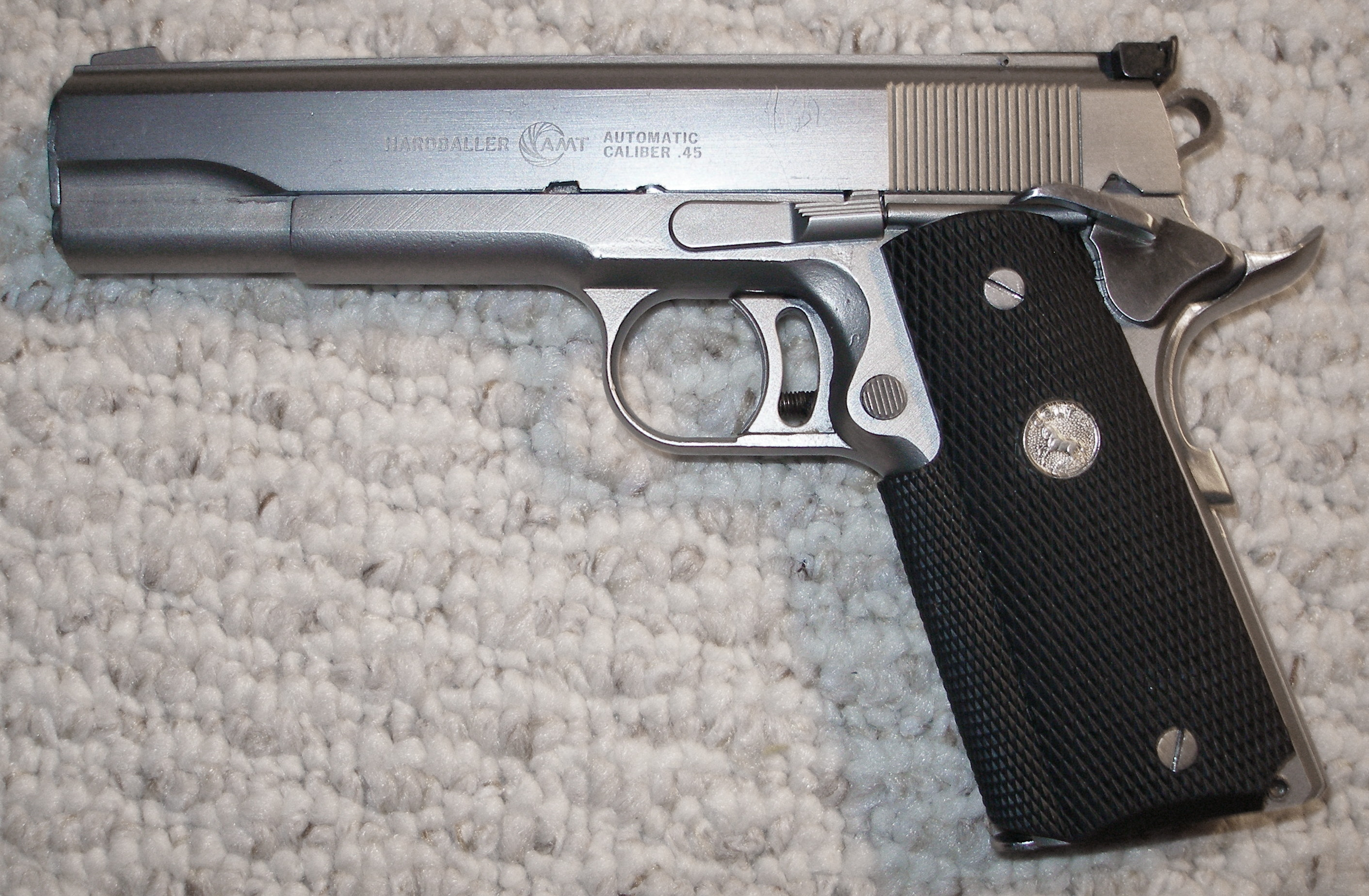
AMT Hardballer
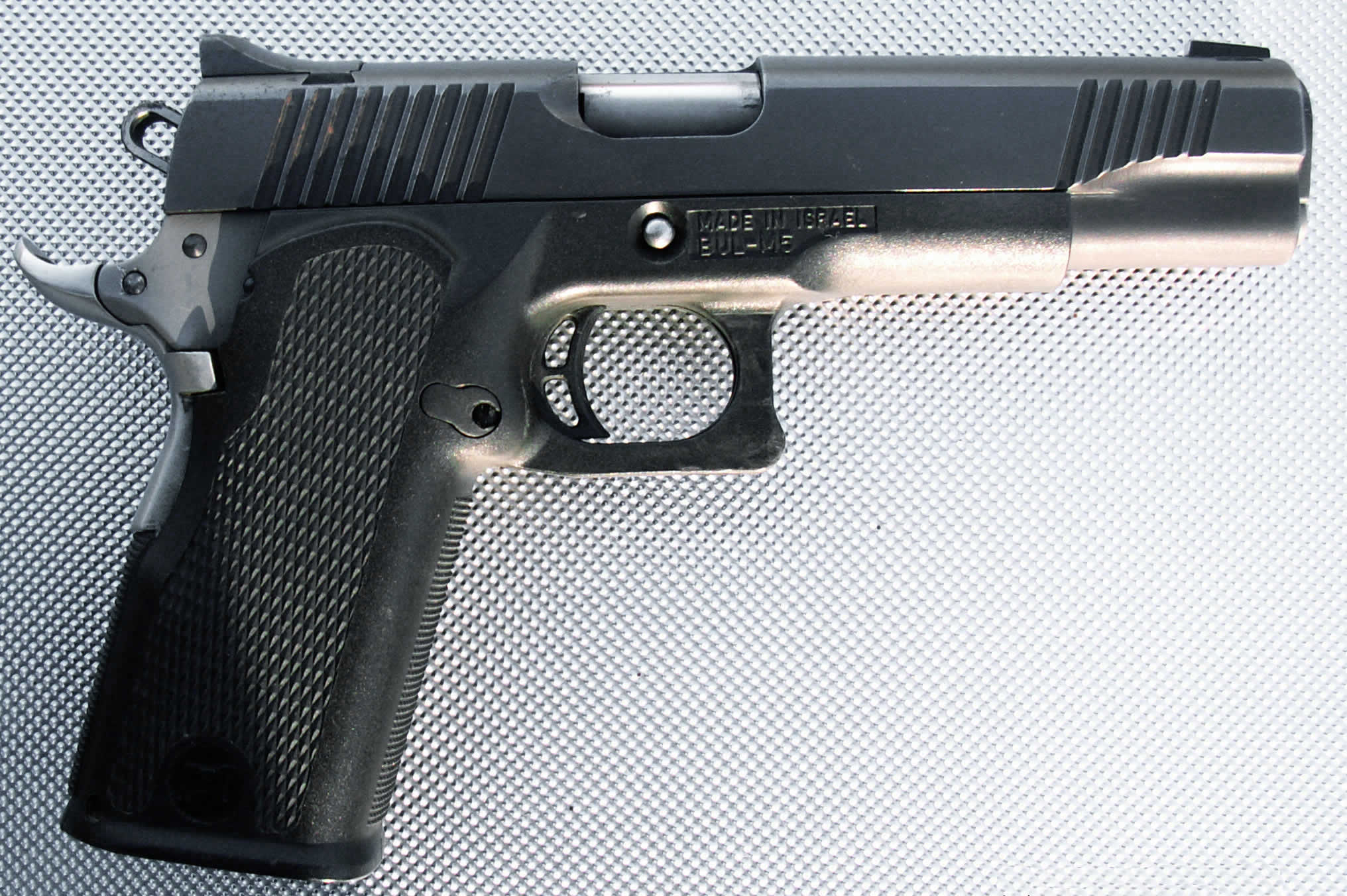
BUL M-5 Commander
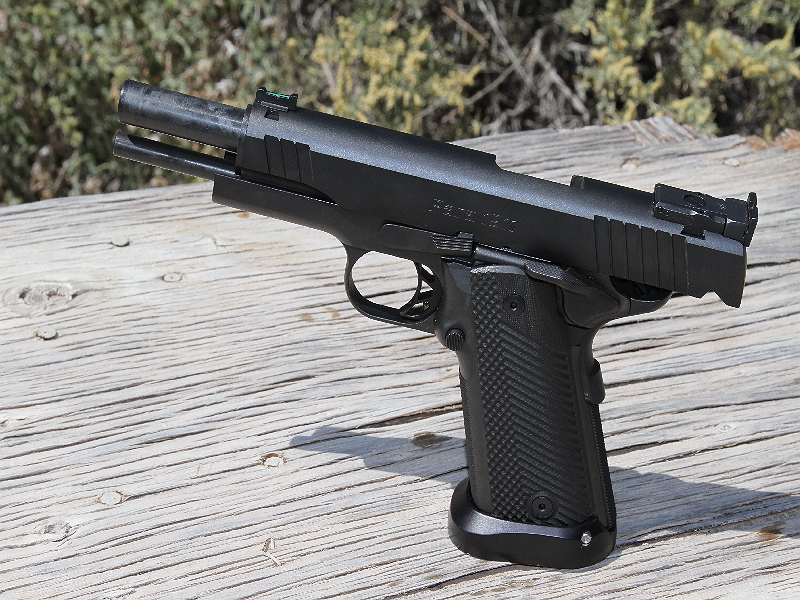
帕拉軍工廠P14-45
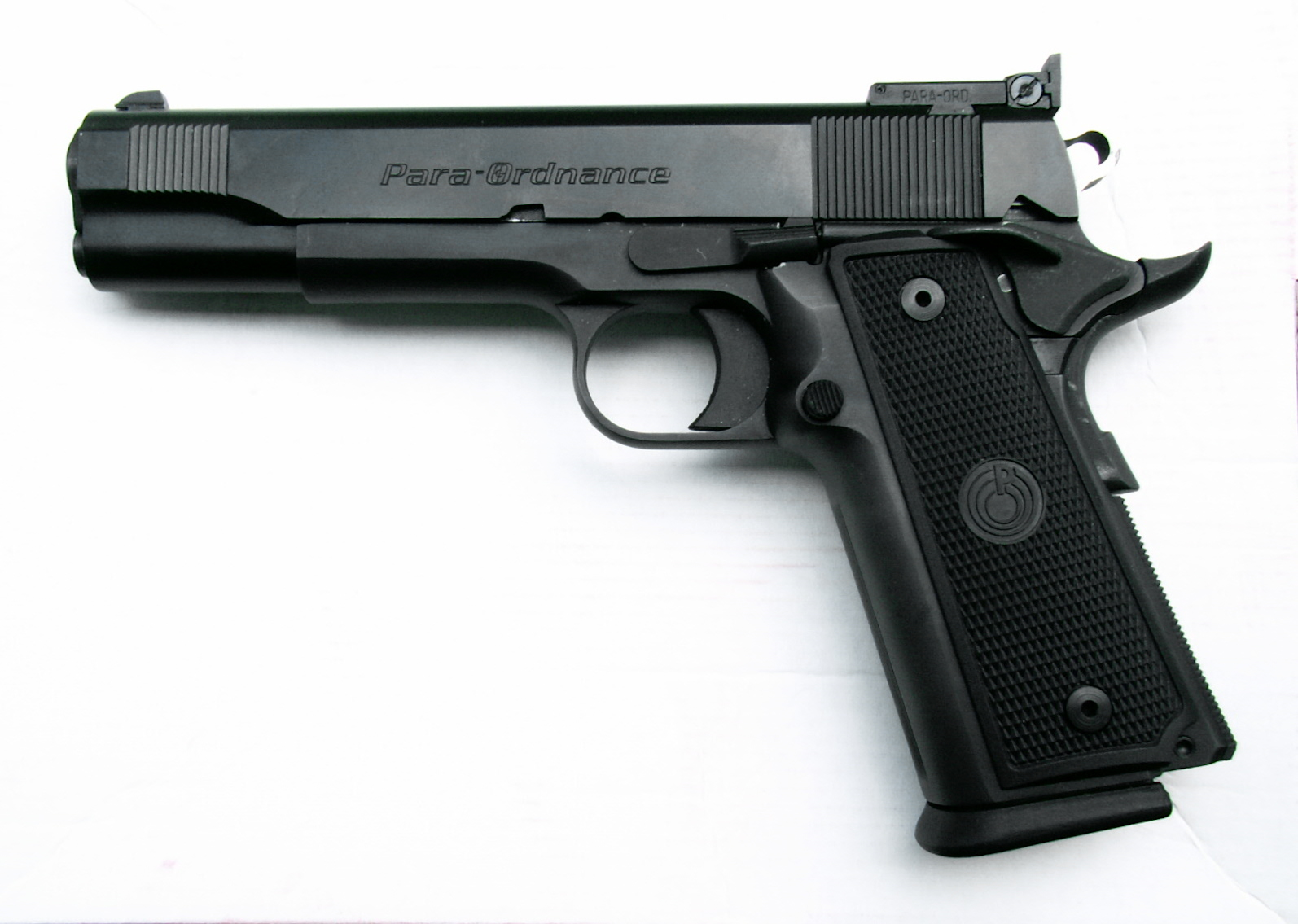
帕拉軍工廠P16-40
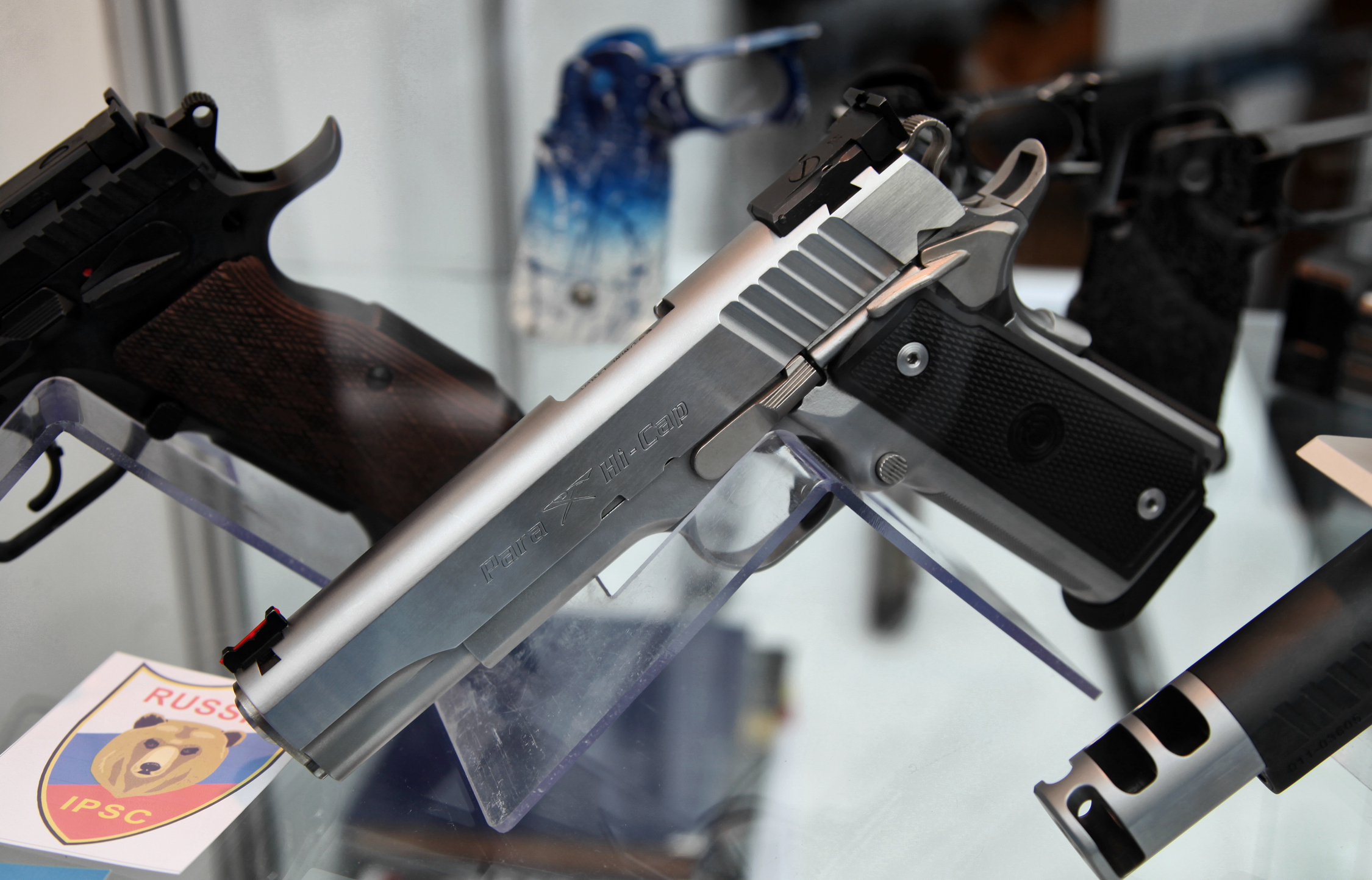
帕拉軍工廠P18-9
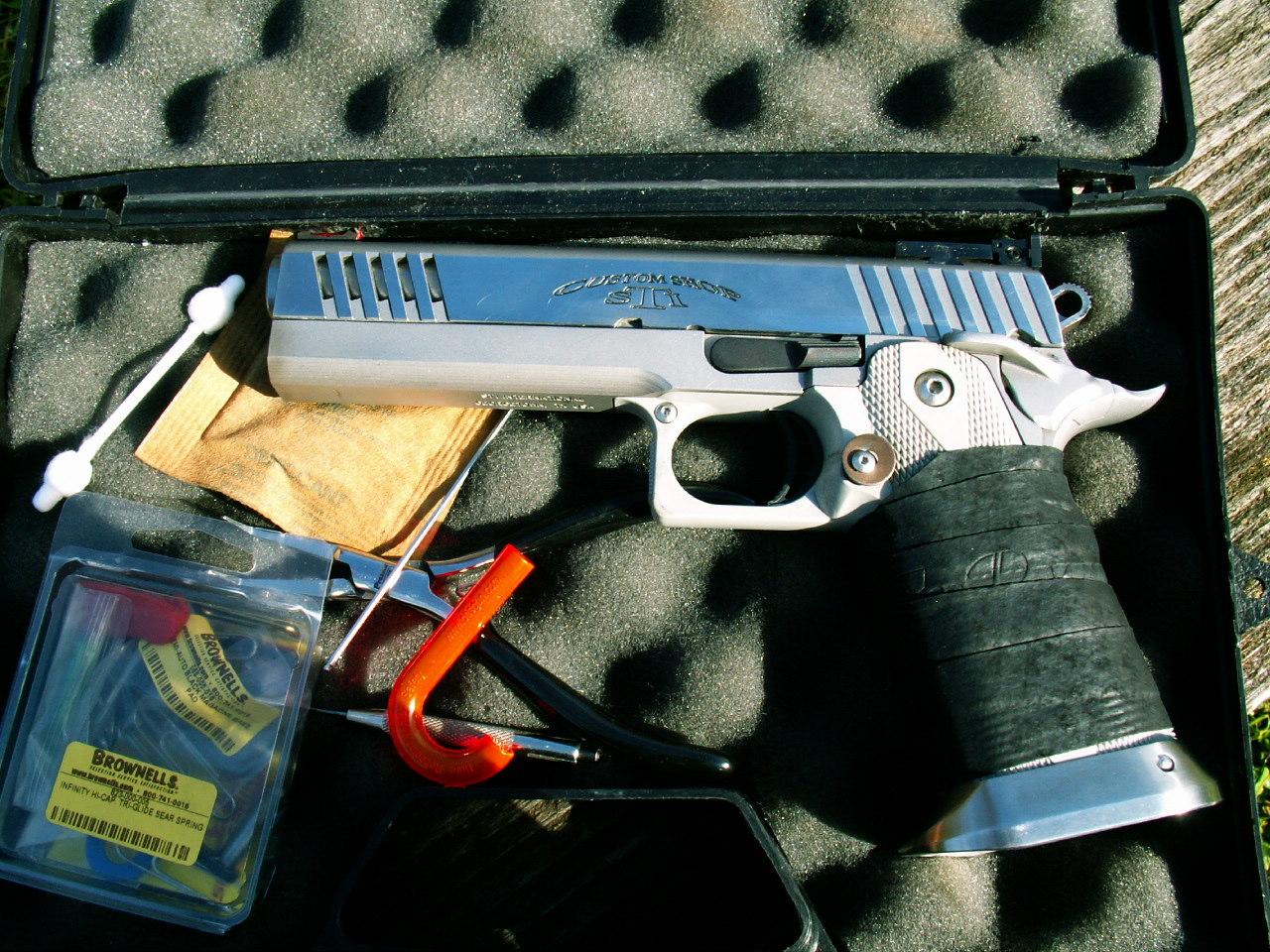
STI 2011

## 規格
- 口徑：

| - - .45 ACP（標準版本） (11.43×23mm） - .22 LR（5.7×15mm） - 9mm Luger（9×19mm） - 9×23mm Winchester | - - .357 Magnum 〈9.1×33mm〉 - .357 SIG〈9.02×21.97mm〉 - .38 Super（9 x 23mm） - 10mm Auto（10×25mm） | - - .40 S&W（10.16×22mm） - .400 Corbon（10×23mm） - .455 Webley（11.5×20mm） - .50 GI（12.7×23mm） |

- 槍管：
  - 政府型：5英吋（127 mm）
  - 指揮官型：4.25英吋（108 mm）
  - 軍官ACP型：3.5英吋（89 mm）
  - 另有配更短槍管的緊湊型及6英吋（152 mm）槍管加長型
- 膛線纏距（.45 ACP）：1:35.5，長16英吋（406 mm）
- 運作方式：半自動，槍管短行程後座作用原理，閉鎖，單動
- 空槍重量（政府型）：1.1公斤（2磅7安士）
- 高度（政府型）：5.25英吋（133 mm）
- 長度（政府型）：8.25英吋（210 mm）
- 裝彈量：一般為單排彈匣，政府型為7+1發（7發在彈匣，1發在膛室），民用型為8+1發，加長型彈匣可裝9發或更多，另有雙排彈匣版本可裝十數發
- 保險裝置：握把式保險及手動保險，另有些型號具有擊針保險
- 改良型號：M1911A1，M1911A2，M15，MEU及其他型號

## 使用者
- 阿尔及利亚
- 巴西：採用仿製版本。
  - 巴西武裝部隊
  - 警察單位
- 玻利维亚
- 柬埔寨：高棉共和國時期從美國進口的M1911A1。
  - 柬埔寨王家武裝部隊
- 哥伦比亚
  - 哥倫比亞軍隊（英语：Military of Colombia）
  - 警察單位
- 刚果民主共和国
- 东帝汶
- 埃及
- 衣索比亞
- 爱沙尼亚：透過美國軍援獲得的M1911A1。
  - 愛沙尼亞國防軍
- 斐济
  - 斐濟武裝部隊
- 希腊：透過美國軍援獲得的M1911A1。
  - 希臘武裝部隊
- 海地
- 印度尼西亞
  - 印尼國家武裝部隊（採用仿製版本）
- 伊朗：巴列維政權時期從美國進口的M1911A1。
  - 伊朗伊斯蘭共和國軍隊
- 伊拉克库尔德斯坦
  - 佩什梅格
- 拉脫維亞：透過美國軍援獲得M1911A1。
  - 拉脫維亞國家武裝部隊
- 黎巴嫩
- 利比里亚
- 立陶宛：透過美國軍援獲得M1911A1。
  - 立陶宛武裝部隊
- 马达加斯加
- 马来西亚
  - 馬來西亞武裝部隊
  - 馬來西亞皇家警察特別行動指揮部
- 馬爾地夫
- 墨西哥
- 摩洛哥
- ：韓戰期間自美軍及韓國軍繳獲的M1911A1。
  - 朝鮮人民軍特種部隊
  - 近身警衛隊
- 尼加拉瓜
- 巴基斯坦
- 巴拿马
- 菲律賓：透過美國軍援獲得M1911A1。
  - 菲律賓武裝部隊
  - 菲律賓國家警察
  - 菲律賓緝毒署
- 沙烏地阿拉伯
- 新加坡
  - 新加坡武裝部隊
- 斯里蘭卡
  - 斯里蘭卡武裝部隊（英语：Military of Sri Lanka）
  - 警察單位
- ：在韓戰期間從美國軍援獲得M1911A1，後於當地仿製。
  - 大韓民國陸軍（正被大宇K5取代中）
  - 大韓民國空軍
- 南蘇丹
- 苏丹
- 苏里南
- 中華民國
  - 國民革命軍（二戰期間透過租借法案取得）
  - 中華民國警察[35]:10（目前已替換為PPQ NPA）
  - 中華民國國軍（繼承自國民革命軍，另有仿製版本T51，目前已逐漸被T75系列手槍取代）
- 泰國：透過美國軍援獲得M1911A1，後於當地仿製。
  - 泰國皇家軍隊
  - 泰國皇家警察
- 美国
  - 美國武裝部隊（M1911及M1911A1；已被貝瑞塔M9手槍官方取代）
    - 美國海軍陸戰隊（1980年代後期開始採用M45 SOC並於2012年逐步替換為M45A1 CQBP）
    - 美國特種作戰司令部
      - 美國陸軍第1特種部隊D作戰分遣隊（包括定制改良版本，目前已退役）

  - 聯邦調查局
    - 人質拯救隊（採用現代版本）
    - 特種武器和戰術部隊（採用現代版本）

  - 部分地方警察機關
- 乌拉圭
- 越南：越南戰爭期間繳獲自美軍及繼承自前南越政權的M1911A1。
  - 越南人民軍
- 辛巴威

### 前使用者
- 阿根廷：採用仿製版本。
  - 阿根延武裝部隊
- - 澳大利亞國防軍
- 奥地利
- 比利时
- 加拿大
  - 加拿大軍隊
- 智利
- 古巴
- 芬兰
  - 芬蘭國防軍
- 法國
  - 法國武裝部隊
  - 巴黎警察
- 納粹德國
  - 德意志國防軍（在佔領挪威後繼續生產挪威版本的M1911並裝備德軍，部份則繳獲自盟軍）
- 西德
- 伊朗帝國
- 伊拉克
- 以色列：透過美國軍援獲得M1911A1。
  - 以色列國防軍
- 日本：二戰後透過美國軍援獲得M1911A1。
  - 警察預備隊
  - 日本自衛隊（以11.4mm拳銃名義使用）
  - 日本警察廳機動隊
  - 警視廳警護課
  - 皇宮警察
- ：透過美國軍援獲得M1911A1。
- 盧森堡
  - 盧森堡大公國軍第1砲兵營
  - 大公國警察（英语：Grand Ducal Police）警察特別部隊（英语：Unité Spéciale de la Police）（採用衍生型）
- 緬甸
- 挪威
- 巴基斯坦
- 中华人民共和国
  - 中國人民志願軍（韓戰期間使用在國共內戰時期繳獲自中華民國國軍的手槍）
- 俄罗斯帝国：從美國進口的M1911。
  - 俄羅斯帝國陸軍
- 越南共和国：越戰期間透過美國軍援獲得M1911A1。
  - 越南共和國軍
- 苏联
  - 工農紅軍（二戰期間透過租借法案獲得一些M1911A1）
- 西班牙
- 土耳其
- 英国
  - 英國空軍（採用.455口徑型M1911）
  - 英國陸軍特種空勤團
- 委內瑞拉

## 流行文化
M1911手槍普遍地出現在各種以二戰或越戰時期美軍為題材，以至是現代的影視作品。

### 電影
- 1967年—《我倆沒有明天》：型號為M1911A1，由克萊德·巴羅（華倫·比提飾演）所使用。
- 1979年—《現代啟示錄》：型號為M1911A1，由班傑明·韋勒上尉（馬丁·辛飾演）和比爾·吉爾戈中校（勞勃·杜瓦飾演）所使用。
- 1984年—《省港旗兵》：型號為M1911A1，由電影中的“省港旗兵”所使用，似乎是用來充當54式手槍。
- 1987年—《金甲部隊》：型號為M1911A1，由詹姆士·戴維斯二等兵（馬修·莫汀飾演）所使用。
- 1989年—《英雄本色3》：型號為M1911A1，由多個角色及越南共和國軍士兵所使用。
- 1996年—《終極悍將》：型號為M1911A1，由John Smith（布魯斯·威利飾演）所使用。
- 1997年—《鐵達尼號》：一把銀色版本M1911為斯派塞·洛夫喬伊（大衛·華納飾演）的佩槍，後被卡爾·霍克利（比利·贊恩飾演）短暫搶奪用來企圖謀殺傑克·道森（李奧納多·狄卡皮歐飾演），直到打空彈匣後將手槍歸還。
- 1998年—《雷霆救兵》：型號為M1911A1，由約翰·H·米勒上尉（湯姆·漢克飾演）和其他美國陸軍士兵所使用。
- 2001年—《黑鷹計劃》：型號為M1911A1，由三角洲部隊幹員所使用。
- 2002年—《勇士們》：型號為M1911及M1911A1，前者由巴茲爾·普洛姆利／龐士官長（梅爾·吉勃遜飾演）所使用，後者為其他美軍士兵使用。
- 2007年—《來自硫磺島的信》：栗林忠道中將（渡邊謙飾演）在訪問美國時曾獲贈一把象牙握把的M1911，此後由其用作佩槍。在故事尾段栗林以該槍自盡身亡，槍枝則被一名美國海軍陸戰隊員回收。
- 2007年—《狙擊生死線》：型號為M1911A1，於故事尾段由包伯·李·史瓦格（馬克·華伯格飾演）用來暗殺伊薩·強森上校（丹尼·葛洛佛飾演）等人。
- 2008年—《第一滴血4》：型號為M1911A1，由約翰·藍波（席維斯·史特龍飾演）用來射殺海盜。
- 2009年—《頭號公敵》：型號為M1911A1，由約翰·迪林傑（強尼·戴普飾演）和他的手下所使用。
- 2010年—《讓子彈飛》：型號為M1911A1，由張牧之（姜文飾演）所使用。
- 2010年—《太平洋的奇蹟》：型號為M1911A1，由路易斯上尉（肖恩·麥克高恩（英语：Sean McGowan）飾演）等部份美國海軍陸戰隊員所使用。
- 2013年—《怒海劫》：型號為M1911A1，由索馬里海盜所使用。
- 2014年—《怒火特攻隊》：型號為M1911A1，由美軍士兵所使用。
- 2019年—《緝狂公路》：型號為M1911A1，為黑手黨用以越獄的武器，另外還出現在槍店。

### 電視劇
- 2001年—《諾曼第大空降》：型號為M1911A1，由美軍士兵所使用。
- 2010年—《太平洋戰爭》：型號為M1911A1，由美國海軍陸戰隊所使用。

### 電子遊戲
- 1999年—《榮譽勳章》：型號為M1911A1，由美軍士兵所使用。
- 2001年—《戰地風雲1942》：型號為M1911A1，命名為“Colt”，盟軍陣營的制式手槍，奇怪地沒有無彈後定。
- 2002年—《榮譽勳章：反攻諾曼第》：型號為M1911A1，美軍陣營武器。
- 2002年—《重返德軍總部》：型號為M1911A1，持有兩支的時候可以雙手開槍。
- 2002年—《傭兵戰場2：雙重螺旋》：可以選配也可以自敵人身上擄獲，持有兩支的時候可以雙手開槍或是搭檔US SOCOM手槍跟迷你烏茲槍雙槍使用，亦可用於擊昏敵人或是打破玻璃以爬進特定區域。
- 2002年—《榮譽勳章：反攻諾曼第》：型號為M1911A1，美軍陣營武器。
- 2003年—《越共》：型號為M1911A1，美軍陣營武器。
- 2003年—《決勝時刻》：型號為M1911A1，由美軍所使用。
- 2003年—《決勝之日》：型號為M1911A1，美軍陣營專用配槍。奇怪地在未打空彈匣重新裝填時滑套會自動鎖定。
- 2003年—《俠盜獵車手III》：型號為M1911A1，命名為“手槍”，奇怪地裝彈數為12發。
- 2004年—《戰地風雲：越南》：型號為M1911A1，命名為“M1911”，美軍／南越軍陣營的制式手槍，奇怪地沒有無彈後定，以及可裝填9發子彈。
- 2004年—《決勝時刻：聯合行動》：型號為M1911A1，由美軍所使用。
- 2004年—《決勝之日：次世代》：型號為M1911A1，美軍陣營專用配槍。
- 2004年—《潛龍諜影3 食蛇者》：型號為M1911A1。「M1911 Custom」為精心打造的特製式M1911A1，EVA在「食蛇者作戰」初期贈送給裸蛇。
- 2005年—《真實計劃》：型號為M1911A1，由自由敘利亞軍及伊拉克叛軍陣營使用。
- 2005年—《決勝時刻2》：型號為M1911A1，由美軍所使用。
- 2006年—《決勝時刻3》：型號為M1911A1，由美軍所使用。
- 2006年—：出现的是某种客制化型号，命名为“Custom 1911”，归类为手枪，在关卡“十四号修正案”和“安魂曲”中被目标使用。
- 2007年—《絕對武力Online》：型號為M1911A1，以8發彈匣供彈。
- 2007年—《浩劫殺陣：車諾比之影》：型號為M1911，命名為“Kora 919”。
- 2008年—《決勝時刻：戰爭世界》：型號為M1911A1，命名為“Colt M1911”，以8發彈匣供彈。戰役模式中由美國海軍陸戰隊所使用。聯機模式中可由所有陣營使用。
- 2008年—《潛龍諜影4 愛國者之槍》：型號為M1911A1。「1911 Custom」為《潛龍諜影3》的特製式M1911A1。
- 2009年—《戰地風雲1943》：型號為M1911A1，美軍偵察兵專用配槍。奇怪地沒有無彈後定，擊鎚也不會自動扳起。
- 2010年—《決勝時刻：黑色行動》：為M1911A1的滑套和扳機配用Mk IV Series 70底把的改裝槍，戰役模式中為黑色版本，聯機模式時則為銀色版本，命名為“M1911”。戰役模式中由亞歷克斯·梅森和美軍所使用。
- 2010年—《潛龍諜影 和平先驅》：型號為M1911A1。可以改造成《潛龍諜影3》的特製式M1911A1。
- 2010年—《戰地風雲：惡名昭彰2》：型號為M1911A1，奇怪地沒有無彈後定，擊鎚也不會自動扳起。
- 2012年—《榮譽勳章：鐵血悍將》：型號為Vickers Tactical 1911，命名為「Vickers 1911」，載彈量7+1發，在聯機模式中為爆破兵的配槍。
- 2012年—《決勝時刻：黑色行動II》：為M1911A1的滑套和扳機配用Mk IV Series 70底把的改裝槍，命名為“M1911”，僅於戰役模式和殭屍模式登場。
- 2013年—《惡靈古堡：啟示》：型號為政府型，命名為「Government」。戰役模式可於第十章取得。突擊模式則隨機掉落或出現在商店，稀有版本名稱為「獨裁者」。
- 2013年—《最後生還者》：型號為M1911A1，命名為「9MM 手槍」。主角的初始武器。能改造升級。
- 2014年—《叛亂（英语：Insurgency (video game)）》：型號為M1911A1，由叛軍陣營所使用。
- 2014年—《戰地風雲4》：型號為Vickers Tactical 1911，命名為「M1911」，載彈量7+1發，僅於聯機模式登場，能夠由所有職階使用。
- 2015年—《戰地風雲：Hardline》：型號為Vickers Tactical 1911，命名為“M1911A1”，載彈量8+1發。能夠由執法機關執行者職階使用。在單人模式則能夠由玩家角色尼古拉斯·門多薩所使用。
- 2016年—《英雄與將軍》
- 2016年—《逃離塔科夫》：型號為M1911A1。
- 2017年—《恥辱之日》：型號為M1911A1，美軍陣營武器。
- 2017年—《戰地風雲1》：為M1911及M1911A1的混合槍及M1911A1（奇怪地於一戰時期出現），分別命名為“M1911”、“M1911 Extended”（配備前握把、長彈匣和槍托的“M1911”改裝型，載彈量由原來的7+1發增至14+1發）和“M1911A1”。奇怪地無彈後定時滑套只復進一半。“M1911”於戰役模式中由美國陸軍第369步兵團所使用，也於部份關卡中作為拾取武器登場。聯機模式中為所有職階通用的配槍。
- 2017年—《決勝時刻：二戰》：型號為M1911A1，戰役模式中由美軍所使用。
- 2017年—《惡靈古堡7》：型號為M1911A1，命名為「M19 Handgun」。
- 2017年—《surviv.io》：型號為M1911，沙漠模式或薩凡納機率獲得。
- 2017年—《風起雲湧2：越南（英语：Rising Storm 2: Vietnam）》：型號為M1911A1，由美軍和南越軍陣營所使用。
- 2018年—《叛亂：沙漠風暴》：型號為M1911A1，由叛軍陣營所使用。
- 2018年—《戰地風雲5》：型號為M1911A1，載彈量7+1發。戰役模式中由英軍所使用。聯機模式中為所有職階的解鎖武器。奇怪地無彈後定時滑套只復進一半。
- 2019年—《惡靈古堡2 重製版》：型號為M1911A1，命名為「M19」。
- 2020年—《決勝時刻：黑色行動冷戰》：型號為銀色版本M1911A1，命名為「1911」。戰役模式中由中情局及所有敵對陣營所使用。
- 2021年—《惡靈古堡 村莊》
- 2021年—《決勝時刻：先鋒》：型號為M1911A1，命名為“1911”。
- 2021年—《戰地風雲2042》：型號為M1911A1，作為戰地風雲入口的武器登場。
- 2021年—《應徵入伍》：型號為M1911A1。

### 輕小説
- 2008年—《緋彈的亞莉亞》：為M1911定製版政府型，由主角亞莉亞雙持使用。
- 2014年—《刀劍神域外傳 Gun Gale Online》：主角“蓮”於SJ4由Pitohui贈送的手槍“AM.45 Vorpal Bunny”是以緊湊型1911樣式手槍Detonics（英语：Detonics） Combat Master為原型，除了全槍以粉紅色和黑色為主要顏色外，槍口上還裝有用作貼近敵人時不會妨礙滑套復進的槍口裝置，會雙持使用。另外Pitohui也持有兩把相同的“AM-45”，不過全槍僅以黑色為主要顏色。

### 動畫
- 2005年—《血戰》：型號為M1911A1，宮城凱所使用的佩槍。
- 2006年—《企業傭兵》：型號為M1911A1，由各個勢力的犯罪集團和武裝組織所使用。
- 2009年—《幻靈鎮魂曲》：型號為M1911A1，由主角吾妻玲二／Zwei所使用。
- 2016年—《文豪野犬》：型號為M1911A1，於第一季第三集首次出現，為軍警所配置的槍，其中拿槍的兩位軍警為港口黑手黨成員芥川龍之介所殺。
- 2022年—《Lycoris Recoil 莉可麗絲》：為緊湊型1911樣式手槍“Detonics（英语：Detonics） Combat Master”的定製改裝型，配備可用作近距離格鬥用的槍口補償器，為主角錦木千束的專用佩槍。由東京丸井生產的官方商品化軟氣槍名稱為“千束的槍”（日語：千束の銃）。

## 補充閱讀
- Patrick Sweeney. . North Cape Publications, Inc. 2001年. ISBN 978-1882391462.
- Dave M. Lauck. . Paladin Press. 1998年. ISBN 978-0873649858.